# Orrorin
Orrorin tugenensis este numele dat unei specii timpurii de Homininae, estimată la o vârstă de 6,1 până la 5,7 milioane de ani și descoperită în 2000. Nu se confirmă modul în care Orrorin este legat de oamenii moderni. Descoperirea sa a fost un argument împotriva ipotezei că australopitecinele sunt strămoși umani
Numele genului Orrorin înseamnă "Om original" în limba locală, iar numele singurei specii clasificate O. tugenensis, derivă de la Dealurile Tugen din  Kenya, unde a fost descoperită prima fosilă în 2000.
Până în anul 2007, au fost descoperite 20 de fosile ale speciei.

## Fosile
Cele 20 de specimene găsite includ: partea posterioară a unei mandibule în două bucăți; o simfiză și mai mulți dinți izolați; trei fragmente de femur; un humerus parțial; o falangă proximală; și o falangă de la degetul mare.
Orrorin avea dinți mici în raport cu dimensiunea corpului. Dentiția sa diferă de cea găsită la Australopithecus prin faptul că măselele sunt mai mici și mai puțin alungite mesiodistal și de Ardipithecus prin faptul că smalțul este mai gros. Dentiția diferă de ambele specii prin prezența unui canal mesial pe caninii de sus. Caninii sunt asemănători cu cei ai maimuțelor, dar mai reduși, ca cei găsiți la maimuțele din Miocen și cimpanzeii femele. Orrorin a fost microdont (similar homo sapiens), în timp ce australopitecinele robuste au fost megadonte.
În timp ce femurul sugerează că Orrorin a fost biped, fragmentele postcraniene arată că se urca în copaci.

## Clasificare
Dacă Orrorin se dovedește a fi un strămoș direct uman, atunci australopitecinele precum Australopithecus afarensis ("Lucy") pot fi considerate o ramură laterală a arborelui familiei hominide: Orrorin este mai vechi cu aproximativ 3 milioane de ani decât acestea și mai asemănător cu oamenii moderni decât este A. afarensis. Principala asemănare este că femurul Orrorin este mai apropiat morfologic de cel al lui H. sapiens decât este  Lucy. Există totuși o dezbatere asupra acestui punct.
Alte fosile (frunze și multe mamifere) găsite la formația Lukeino arată că Orrorin a trăit într-un mediu uscat cu păduri veșnic verzi, nu în savana acceptată de multe teorii ale evoluției umane.

## Descoperire
Echipa care a găsit aceste fosile în anul 2000 a fost condusă de Brigitte Senut și Martin Pickford de la Muzeul Național de Istorie Naturală din Paris. Cele 20 de fosile au fost găsite în patru locații din formația Lukeino, situate în Kenya: dintre acestea, fosilele de la Cheboit și Aragai sunt cele mai vechi (6,1 milioane de ani), în timp ce cele din Kapsomin și Kapcheberek au o vechime de 5,7 milioane de ani.